# Rumble
Rumble (bra: A Liga de Monstros; prt: Os Monstros do Wrestling) é um filme americano de 2021 dos gêneros comédia e esporte de animação digital, dirigido por Hamish Grieve. Vagamente baseado em Monster on the Hill, um romance gráfico de Rob Harrell, o filme é estrelado pelas vozes de Will Arnett, Terry Crews, Geraldine Viswanathan, Joe "Roman Reigns" Anoa'i, Tony Danza, Becky Lynch, Susan Kelechi Watson, Stephen A. Smith, Jimmy Tatro e Ben Schwartz.
Produzido pela Paramount Animation, WWE Studios, Walden Media e Reel FX Animation Studios, o filme foi lançado nos Estados Unidos em 15 de dezembro de 2021, no Paramount+. O filme recebeu críticas mistas dos críticos com críticas por sua escrita, personagens e ritmo, embora a animação e a dublagem tenham recebido alguns elogios.

## Enredo
Em mundo onde os monstros gigantes são super atletas e competem no esporte mundial popular de luta profissional, luta de monstros, a adolescente Winnie (Geraldine Viswanathan) procura seguir os passos de seu pai como gerente, treinando um adorável monstro ainda inexperiente (Will Arnett) em um campeão, para que ele possa enfrentar o atual campeão Tentacular (Terry Crews).

## Elenco
- Will Arnett como Steve,[4] um monstro reptiliano vermelho gigante e lutador amador.
- Geraldine Viswanathan como Winnie McEvoy,[4] uma aspirante a treinadora de luta de monstros de 17 anos.
- Terry Crews como Tentacular,[4] um monstro com tentáculos com cabeça de tubarão que é o atual campeão da Monster Wrestling.
- Fred Melamed como o Prefeito(pt-BR) ou Presidente(pt-PT?).
- Charles Barkley como Rayburn Sr..[5]
- Chris Eubank como King Georger.[5]
- Bridget Everett como Lady Mayhem.[5]
- Becky Lynch, Roman Reigns, Ben Schwartz, Jimmy Tatro, Tony Danza, Susan Kelechi Watson, Carlos Gómez, Stephen A. Smith e Michael Buffer[5] foram escalados para papéis não revelados.

## Produção
Em 18 de fevereiro de 2015, a Reel FX Creative Studios anunciou uma adaptação do romance gráfico Monster on the Hill, de Rob Harrell, a ser escrita por Matt Lieberman. Em 25 de abril de 2018, a Paramount Animation anunciou que se juntou ao filme como coprodutora, com a Walden Media, na CinemaCon em Las Vegas. O veterano da DisneyToon Studios, Bradley Raymond, iria originalmente dirigir o filme, mas devido a razões desconhecidas, ele foi eventualmente substituído pelo veterano da Dreamworks Animation, Hamish Grieve, chefe de história de alguns de seus filmes, como A Origem dos Guardiões (2012) e As Aventuras do Capitão Cueca - O Filme (2017), fazendo assim sua estreia na direção de longas-metragens. Em 12 de junho de 2019, o título foi alterado para Rumble.

## Lançamento
Em 8 de maio de 2019, o filme foi adiado de 17 de julho de 2020 para 31 de julho do mesmo ano. Em 12 de novembro de 2019, a data de lançamento foi adiada para 29 de janeiro de 2021. Em 27 de outubro de 2020, a data de lançamento foi então transferida para 14 de maio de 2021, devido a pandemia de COVID-19. Foi posteriormente adiado novamente para 18 de fevereiro de 2022. Em 26 de novembro de 2021, foi movido para 15 de dezembro do mesmo ano, como um filme exclusivo do Paramount+, cancelando seu lançamento nos cinemas.

### Marketing
Um trailer foi exibido antes de algumas exibições de Sonic - O Filme e Onward nos cinemas dos Estados Unidos. Foi lançado online em 26 de fevereiro de 2020.

## Recepção
No site agregador de críticas Rotten Tomatoes, o filme tem um índice de aprovação de 43% com base em avaliações de 14 críticos, com uma classificação média de 5,1/10. No Metacritic, o filme tem uma pontuação média ponderada de 48 em 100 com base em comentários de 5 críticos, indicando "críticas mistas ou médias".